# کوبی کاستیلو
کوبی کاستیلو (انگلیسی: Xabi Castillo؛ زادهٔ ۲۹ مارس ۱۹۸۶) بازیکن فوتبال اهل اسپانیا است.
از باشگاه‌هایی که در آن بازی کرده‌است می‌توان به باشگاه فوتبال دپورتیوو آلاوس، باشگاه فوتبال رئال سوسیداد، باشگاه فوتبال اتلتیک بیلبائو، و باشگاه فوتبال لاس پالماس اشاره کرد.
وی همچنین در تیم ملی فوتبال زیر ۱۹ سال اسپانیا بازی کرده‌است.